# Piper J-3

Der an allen zivilen J-3 Cub zu findende kleine Bär

Die Piper J-3 Cub ist ein einmotoriges, zweisitziges Leichtflugzeug des US-amerikanischen Flugzeugherstellers Piper Aircraft Corporation, von dem von 1938 bis 1947 20.057 Exemplare hergestellt wurden. Darunter waren auch etwa 5600 militärische Verbindungsflugzeuge mit den Bezeichnungen L-4, O-59 und UC-83. Von der Gesamtzahl wurden 150 Exemplare in Kanada gebaut. Nachfolger der J-3 waren die PA-11 und schließlich die PA-18.

## Geschichte

### Entwicklung

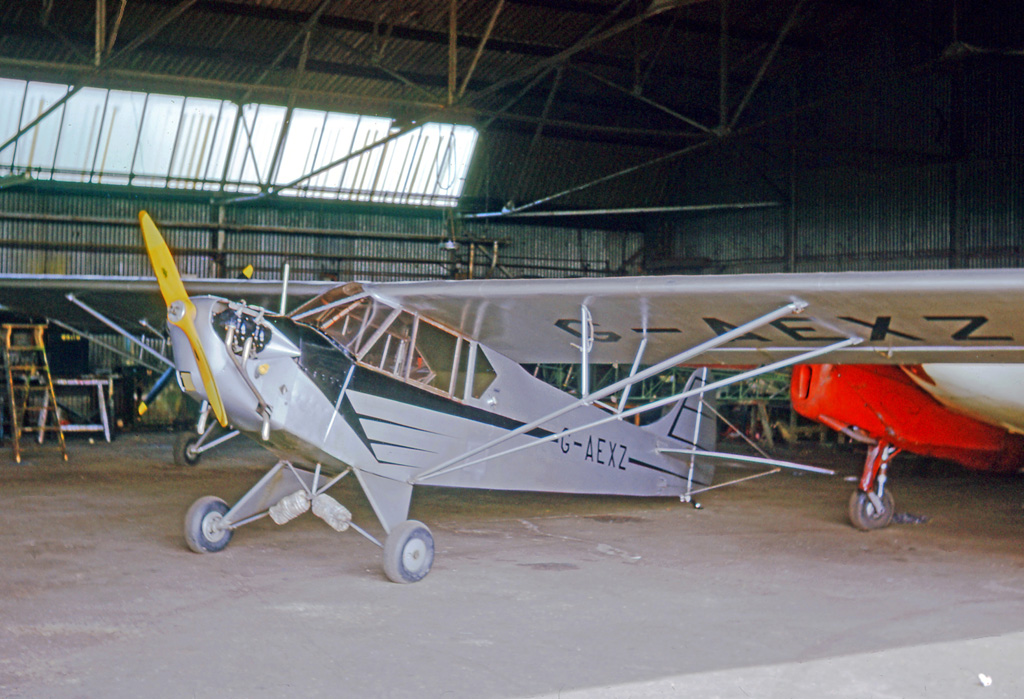
1938 gebaute Piper J-2 Cub auf dem Fair Oaks Airfield, England, 1965

Die Piper J-3 basiert auf der letzten Version der Taylor J-2 Cub und unterschied sich von dieser nur durch eine leicht verstärkte Flugzeugzelle und einige weitere kleine Modifikationen. Die von 1936 bis 1938 gebaute J-2 war das Ergebnis einer konstruktiven Überarbeitung der ursprünglichen Taylor E-2 Cub durch Walter Jamouneau, der die E-2 für die Großserienherstellung tauglich machte. Bis 1935 war Piper Anteilseigner bei der Taylor Aircraft Company, übernahm aber dann das gesamte Unternehmen und baute die Taylor J-2 nach der im November 1937 erfolgten Umbenennung des Unternehmens in Piper Aircraft Corporation ab November 1937 oder Januar 1938 als Piper J-2 Cub weiter. Der Übergang der Fertigung von der J-2 zur J-3 verlief nahtlos im Jahr 1938; ein genaues Erstflugdatum ist für die J-3 nicht bekannt. Im ersten Produktionsjahr 1938 konnte Piper etwa 650 J-3 ausliefern. Die Produktion der J-2 betrug im gleichen Jahr lediglich noch 23 Maschinen.

### Serienbau
Die erste Variante der J-3 war die 1938 von Piper in drei Ausführungen angebotene J3C-40. Dies waren die Cub Trainer (Kaufpreis 1270 US-Dollar), die Cub Sport (1395 US-$) und die Cub Seaplane (1895 US-$). Der Bezeichnungszusatz „C-40“ bezog sich auf das verwendete Continental A40-Triebwerk mit 40 PS. Von dieser Version wurden bis 1939 300 Stück gebaut. Die am 31. Oktober 1937 erteilte Musterzulassung (ATC #660) erlosch am 15. Oktober 1939. Der Standardanstrich dieser J-3 wurde als „Cub-Yellow“ bezeichnet und besaß schwarze Zierelemente.

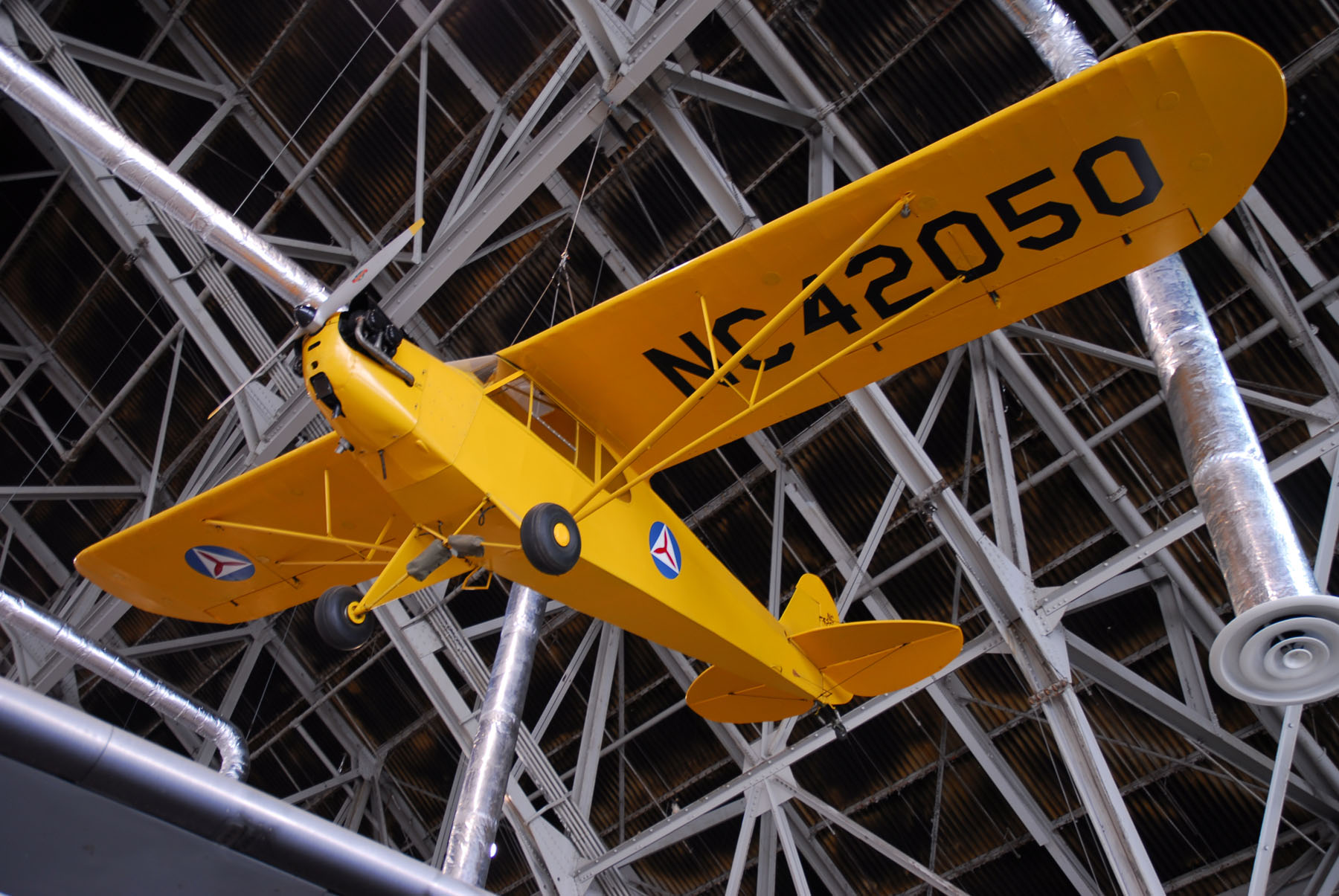
J3C-65 der Civil Air Patrol

Als Ablösung der 40-PS-Variante brachte Piper die mit 50 PS bzw. 65 PS ausgestatteten Continental-Motoren J3C-50 und J3C-65 (gemeinsame ATC #691 vom 14. Juli 1938) auf den Markt. Von der J3C-50 gab es die Ausführungen Trainer und Cub Sport. Kurz nach Continental führten auch Franklin und Lycoming entsprechende 50-PS-Motoren ein. Piper sah sich verpflichtet diese auch in die J-3 einzubauen. Nachdem Taylorcraft und Aeronca die Motorleistung in ihren Maschinen auf 65 PS angehoben hatten, folgte 1940 auch Piper mit einer höherdrehenden Variante des Continental A50, die 65 PS leistete und entsprechend als Continental A65 bezeichnet wurde. Die Variante verkaufte sich so gut, dass zeitweise alle 70 Minuten ein Exemplar fertiggestellt wurde. Bis zum Ende der Produktion für die zivile Verwendung wurden 1942 alleine 300 Stück für den Einsatz in Flugschulen abgeliefert.
Die zwei anderen mit Boxermotoren produzierten Varianten waren die J3L-50 und J3L-65 (ATC #698 vom 17. September 1938) mit Lycoming- und die J3F-50 bzw. J3F-65 mit Franklin-Motoren.
Am 23. August 1938 erhielt die einzige Variante mit Sternmotor ihre Musterzulassung (ATC #695). Die J3P-50, von der nur etwa 30 Stück gebaut wurden, hatte einen Dreizylinder-50-PS-Lenape-Papoose-LM-3-Motor. Ein Exemplar testete Piper im Spätjahr 1939 als J3R-65, bei der ein 65 PS leistender Lenape LM-3-65 installiert war.
Die zivile Nachkriegs-Serienproduktion begann wieder 1945 mit den praktisch unveränderten Vorkriegsmodellen. Piper stellte 1945 wieder 900 Stück der J-3 her, gefolgt von 1320 Exemplaren im Jahr 1946. 1947 wurden nur noch 720 Stück gebaut, da aus den Vorjahren eine beträchtliche Anzahl noch nicht verkauft war. Insgesamt wurden damit 14.125 zivile und über 5600 militärische J-3 hergestellt.
Die ab 1947 als Ablösung der J-3 gebaute PA-11 Cub Special wurde unter der gleichen Musterzulassung ATC #691 der J3C-50 hergestellt. Die Produktion der PA-11 betrug bis zum Ersatz durch die PA-18 Super Cub etwa 1400 Stück.

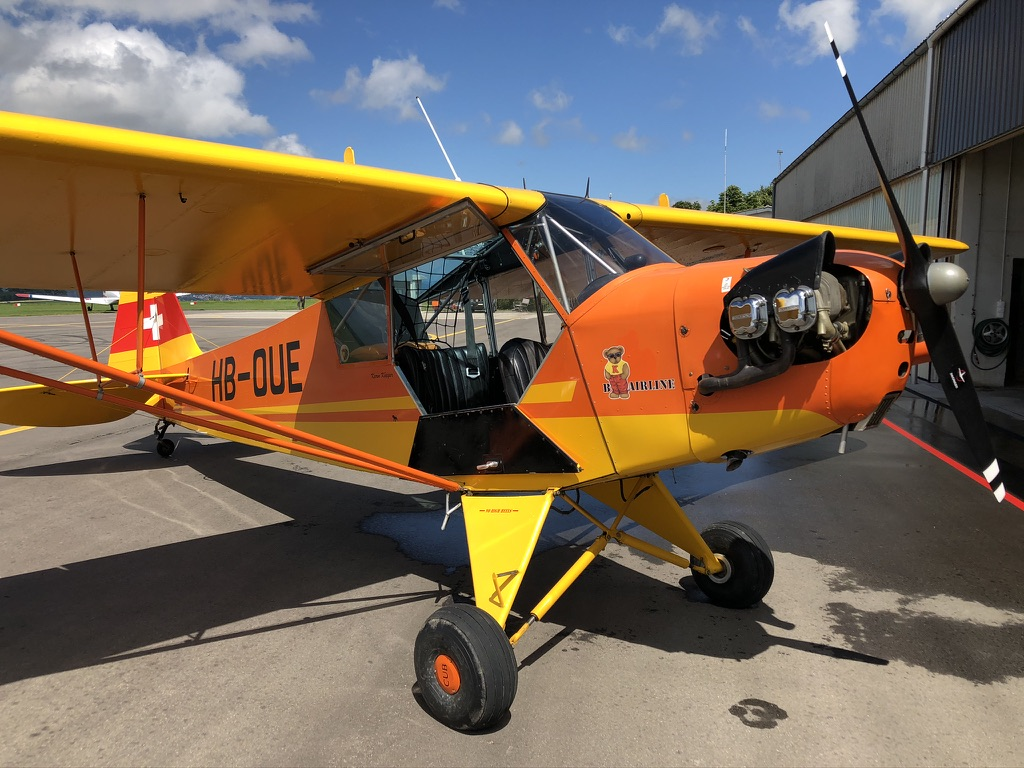
1944 Piper Cub J-3C-100 HB-OUE with rare Rolls-Royce 100hp engine. Flugplatz Fricktal Schupfart aerodrome LSZI, Switzerland.

## Konstruktion
Die J-3 ist ein leichtes als Schulterdecker ausgeführtes Kabinenflugzeug für zwei Personen auf Tandemsitzen. Sie besitzt ein festes Spornradfahrwerk. Die Rumpfstruktur war aus leicht in Form gebogenen Rohren aus Chrom-Molybdänstahl der amerikanischen Qualitäten 4130 und 1025 aufgebaut. Der Rumpf wurde dann stoffbespannt. Der Einstieg erfolgt von der rechten Seite über eine nach unten klappbare Tür. Der Innenraum der J-3 ist gegenüber der J-2 um etwa 18 cm verlängert. Die Frontscheibe und Fenster bestehen  aus Pyralin, einem Pyroxylin-Kunststoff. Die zweiteiligen Tragflächen sind mit Holmen aus Fichten-Festholz und mit Metall-Rippen aus NiCrAl bestückt. Die Vorderkante ist Dural-beplankt und die gesamte Tragfläche mit Stoff bespannt. Der Schleifsporn mit einer Blattfeder konnte auch mit einem Spornrad ausgerüstet werden. Für das Hauptfahrwerk gab es Skikufen. Auch ein Austausch gegen D-1070-Edo-Schwimmer war möglich. Das Seitenruder des stoffbespannten Leitwerks war größer als bei der J-2.
Als Antrieb diente zunächst, wie bei der J-2, ein Continental-A-40-Motor, der 29 kW (40 PS) leistete. Dies wurde später auf bis zu 65 PS gesteigert. Das Flugzeug erreicht eine Reisegeschwindigkeit von ca. 75 mph (ca. 125 km/h).
Die Flugeigenschaften dürfen als „gutmütig“ bezeichnet werden, solange nicht zu langsam geflogen wird. Wie die meisten Spornradflugzeuge neigt dieser Flugzeugtyp gerade bei Landungen unter Seitenwindeinfluss zum Ausbrechen.
Das Flächenprofil der Piper J-3 ist für niedrige Geschwindigkeiten ausgelegt. Daher besitzt die J-3 im Gegensatz zur PA-18 keine Landeklappen.

## Militärische Varianten

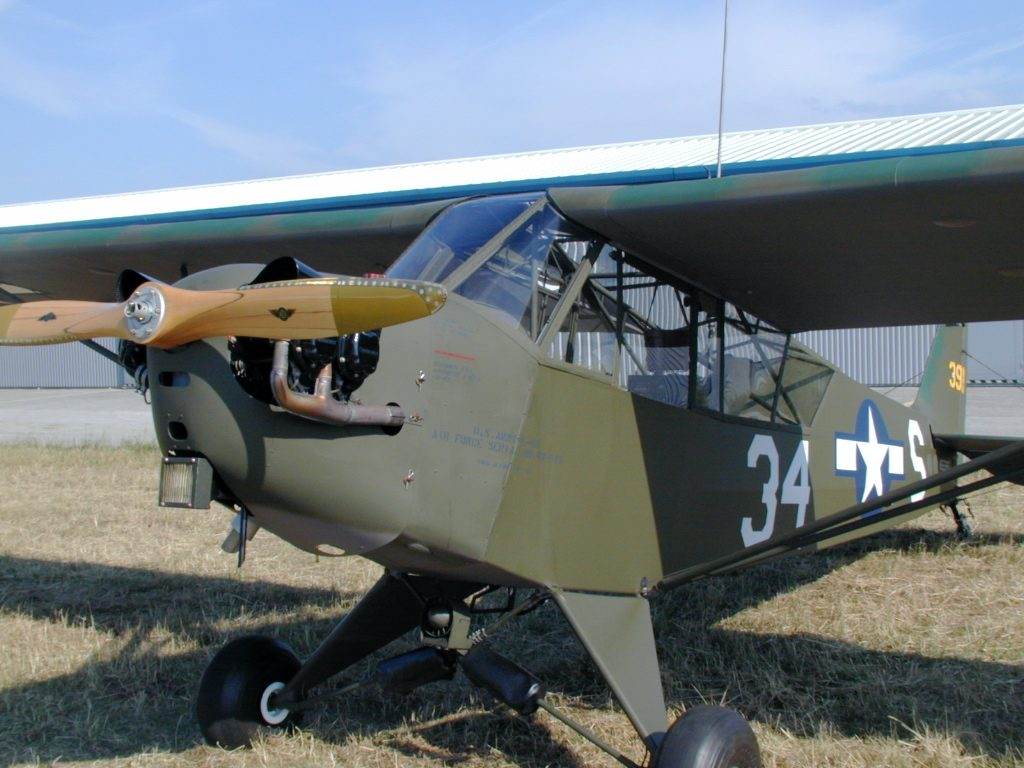
Piper Typ L-4 in originaler Lackierung

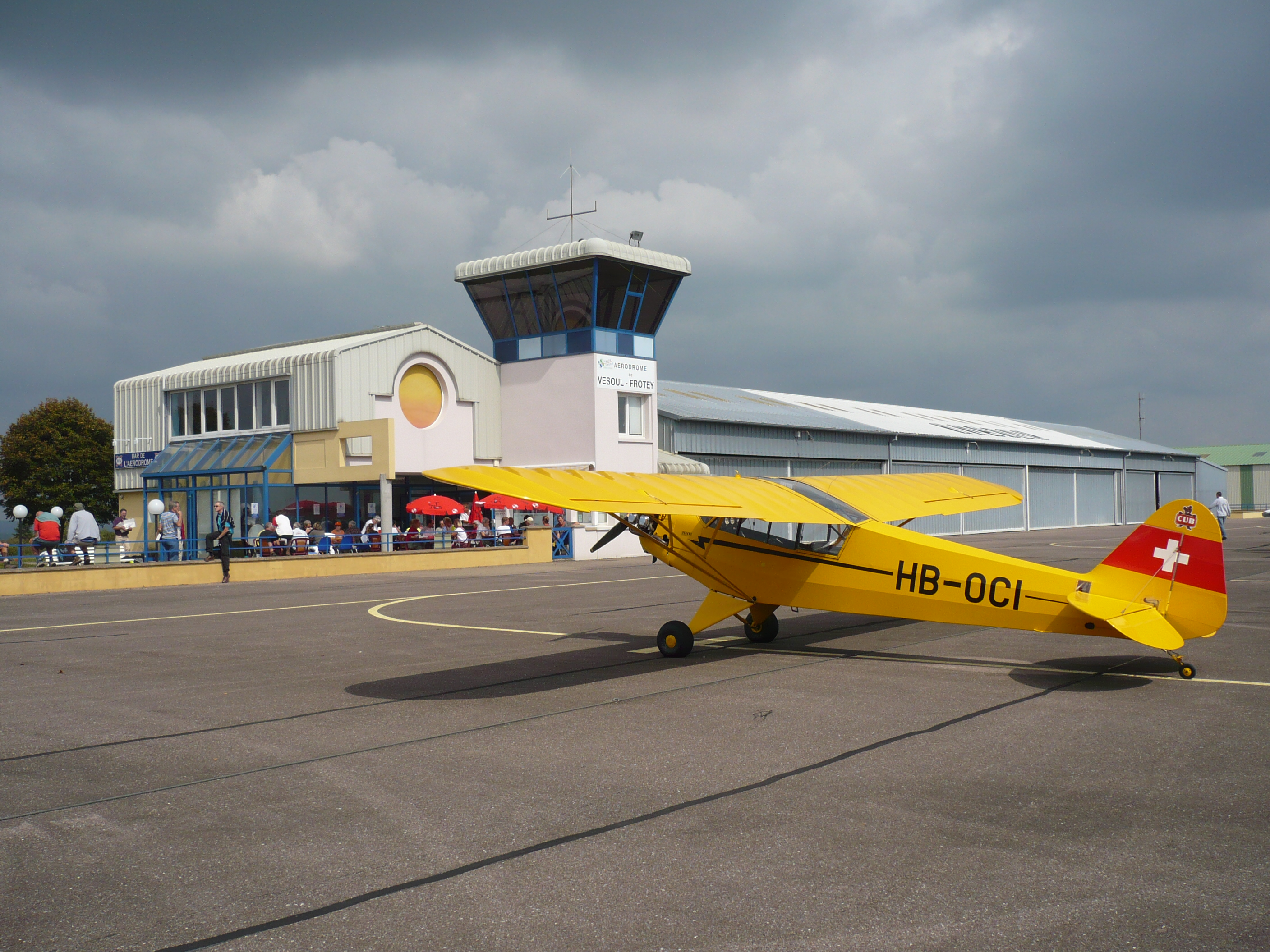
Piper Typ L-4, HB-OCI, Bauj. 1944, Werknummer 12534

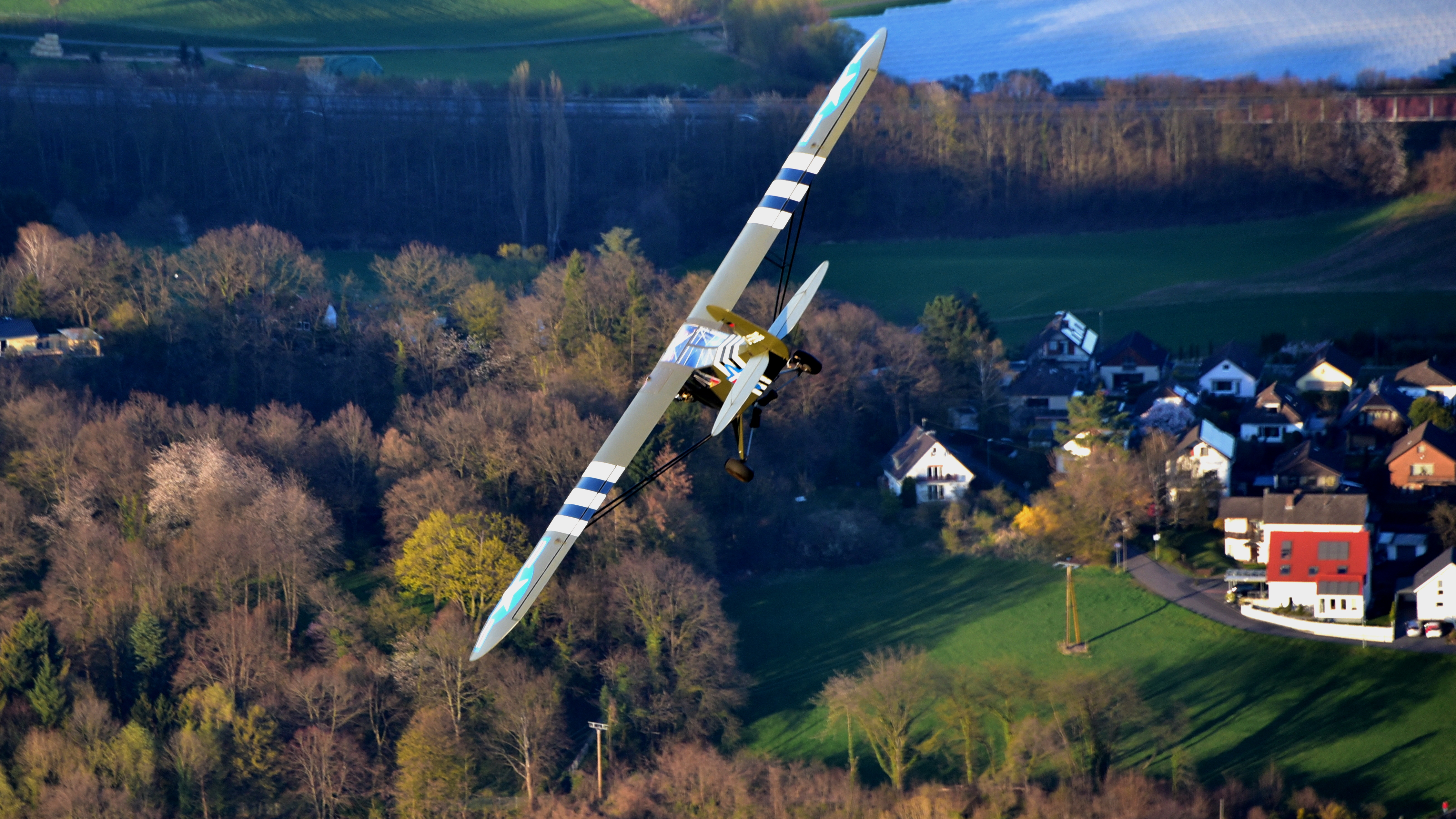
Piper L-4 im Flug

Die Piper L-4 oder auch Piper O-59 Grasshopper ist ein für militärische Zwecke modifizierte Variante der Piper J-3 und gilt als der am weitesten verbreitete Typ der „L“-Flugzeuge. Das Präfix „L“ (Abkürzung für „Liaison“) war bei der USAAF die Kennzeichnung für leichte Verbindungs- und Aufklärungsmaschinen. Insgesamt wurden von der L-4 rund 5.800 Stück produziert.
Die L-4 wurde im Zweiten Weltkrieg u. a. als Kurier-, Erkundungs- und Beobachtungsflugzeug eingesetzt; außerdem wurde sie zum Abwurf von Rauchbomben und zum Verlegen von Fernmeldekabeln verwendet. Zu diesem Zwecke erhielt dieses Baumuster im Vergleich zur Piper J-3 größere Fenster an den Seiten und über den Sitzen, um die Sicht vor allem nach hinten zu verbessern. Mit Hilfe des Brodie-Systems konnte die L-4 zudem als Aufklärungsflugzeug von Bord kleinerer Schiffe eingesetzt werden.
Eine motorlose, dreisitzige Version der L-4 kam als TG-8 Schulungsgleiter zum Einsatz. 253 Stück wurden von 1942 bis 1943 gebaut.

## Militärische Produktion
Abnahme der Piper Cub durch die USAAF/US Navy:
| Version | 1941 | 1942  | 1943  | 1944  | 1945 | SUMME |
| ------- | ---- | ----- | ----- | ----- | ---- | ----- |
| L-4     | 44   | 1.595 | 1.249 | 1.904 | 811  | 5.603 |
| L-14    |      |       |       |       | 8    | 8     |
| NE      |      | 230   |       |       |      | 230   |
| TG-8    |      | 162   | 91    |       |      | 253   |
| SUMME   | 44   | 1.987 | 1.340 | 1.904 | 819  | 6.094 |

## Auswirkungen
Die Piper J-3 und L-4 dienten als Vorbild für zahlreiche andere Flugzeuge. Die Firma Maule Air entwickelte die Konstruktion heute konsequent weiter. Mit den Flugzeugen von Cubcrafters, American Legend Cub und AVIAT Aircraft Aviat Husky können moderne Derivate bis heute neu erworben werden. Die RANS S-7 Courier und die Zlin Aviation Savage sind aktuelle Interpretationen in Form von Ultraleichtflugzeugen, was den ursprünglichen Gedanken von W.T. Piper weiterführt, ein Flugzeug für jedermann anzubieten. Aus dieser Sicht ist die J-3 eines der wichtigsten Flugzeuge der Luftfahrtgeschichte, weil sie eine ähnliche Rolle für die Luftfahrt spielte wie das Ford T-Modell für die Verbreitung des Automobils.

## Militärische Nutzer
Paraguay
 Südkorea
 Thailand
 Vereinigtes Königreich
- Royal Air Force[7]

 Vereinigte Staaten
- United States Air Force[8]
- United States Army[6]
- United States Army Air Forces[8]
- United States Navy[8][6]

## Technische Daten

Dreiseitenriss

| Kenngröße               | J3C-40 Cub                              | L-4 C-65 D/NE-1                                    |
| ----------------------- | --------------------------------------- | -------------------------------------------------- |
| Spannweite              | 10,74 m                                 | 10,76 m                                            |
| Länge                   | 6,78 m                                  | 6,83 m                                             |
| Höhe                    | 2,03 m                                  | 2,03 m                                             |
| Flügelfläche            | 16,53 m²                                | 16,58 m²                                           |
| Besatzung               | 2                                       | 2                                                  |
| Leermasse               | 260 kg                                  | 308 kg                                             |
| Zuladung                | 193 kg                                  | 245 kg                                             |
| Tankvolumen             | 45 l                                    | 45 l                                               |
| Reichweite              | 388 km                                  | 463 km                                             |
| Triebwerk               | ein Continental A40 mit 29,4 kW (40 PS) | ein Continental A65 bzw. O-170-3 mit 48 kW (65 PS) |
| Steigrate               | 425 ft/min                              | 450 ft/min                                         |
| Startstrecke            | 125 ft                                  | k. A.                                              |
| Reisegeschwindigkeit    | 113 km/h                                | 119 km/h                                           |
| Höchstgeschwindigkeit   | 137 km/h                                | 142 km/h in Meereshöhe                             |
| Überziehgeschwindigkeit | 46 km/h                                 | 61 km/h                                            |
| Dienstgipfelhöhe        | 3050 m                                  | 3500 m                                             |

## Erhaltene Flugzeuge
Nur wenige flugtaugliche Flugzeuge von diesem Baumuster sind in Deutschland heute noch erhalten. Ein Exemplar findet sich im Aero-Club Coburg/Brandensteinsebene mit dem Kennzeichen D-ELUM. Auch die Fliegergruppe Giengen/Brenz besitzt eine Piper J3-C-65, mit dem Kennzeichen D-EKIS.

## Vergleichbare Typen
- Vereinigte Staaten:
- Stinson L-5
- Cub Crafters Carbon Cub
- Aviat Husky
- Taylor J 2
- Aeronca Champ
- Maule M5
- Kitfox